# Loddenbach (Ems)
Der Loddenbach ist ein 20,5 km langer, rechter Nebenfluss der Ems. Er entspringt bei Hesseln auf dem Gebiet der Stadt Halle und mündet südlich von Harsewinkel-Greffen in die Ems.

## Galerie
|  |  |